# Maysville (Oklahoma)
Maysville és un poble dels Estats Units a l'estat d'Oklahoma. Segons el cens del 2000 tenia 1.313 habitants.

## Demografia
Segons el cens del 2000, Maysville tenia 1.313 habitants, 507 habitatges, i 357 famílies. La densitat de població era de 905,3 habitants per km².
Dels 507 habitatges en un 32,7% hi vivien nens de menys de 18 anys, en un 53,1% hi vivien parelles casades, en un 13,8% dones solteres, i en un 29,4% no eren unitats familiars. En el 26,8% dels habitatges hi vivien persones soles el 13% de les quals corresponia a persones de 65 anys o més que vivien soles. El nombre mitjà de persones vivint en cada habitatge era de 2,53 i el nombre mitjà de persones que vivien en cada família era de 3,05.
Per edats la població es repartia de la següent manera: un 28,5% tenia menys de 18 anys, un 8,1% entre 18 i 24, un 24,2% entre 25 i 44, un 20,6% de 45 a 60 i un 18,7% 65 anys o més.
L'edat mediana era de 37 anys. Per cada 100 dones de 18 o més anys hi havia 82 homes.
La renda mediana per habitatge era de 25.921 $ i la renda mediana per família de 31.369 $. Els homes tenien una renda mediana de 28.194 $ mentre que les dones 18.438 $. La renda per capita de la població era de 12.449 $. Entorn del 16,9% de les famílies i el 21,6% de la població estaven per davall del llindar de pobresa.

## Poblacions més properes
El següent diagrama mostra les poblacions més properes.